# Escuela Naval Militar (España)

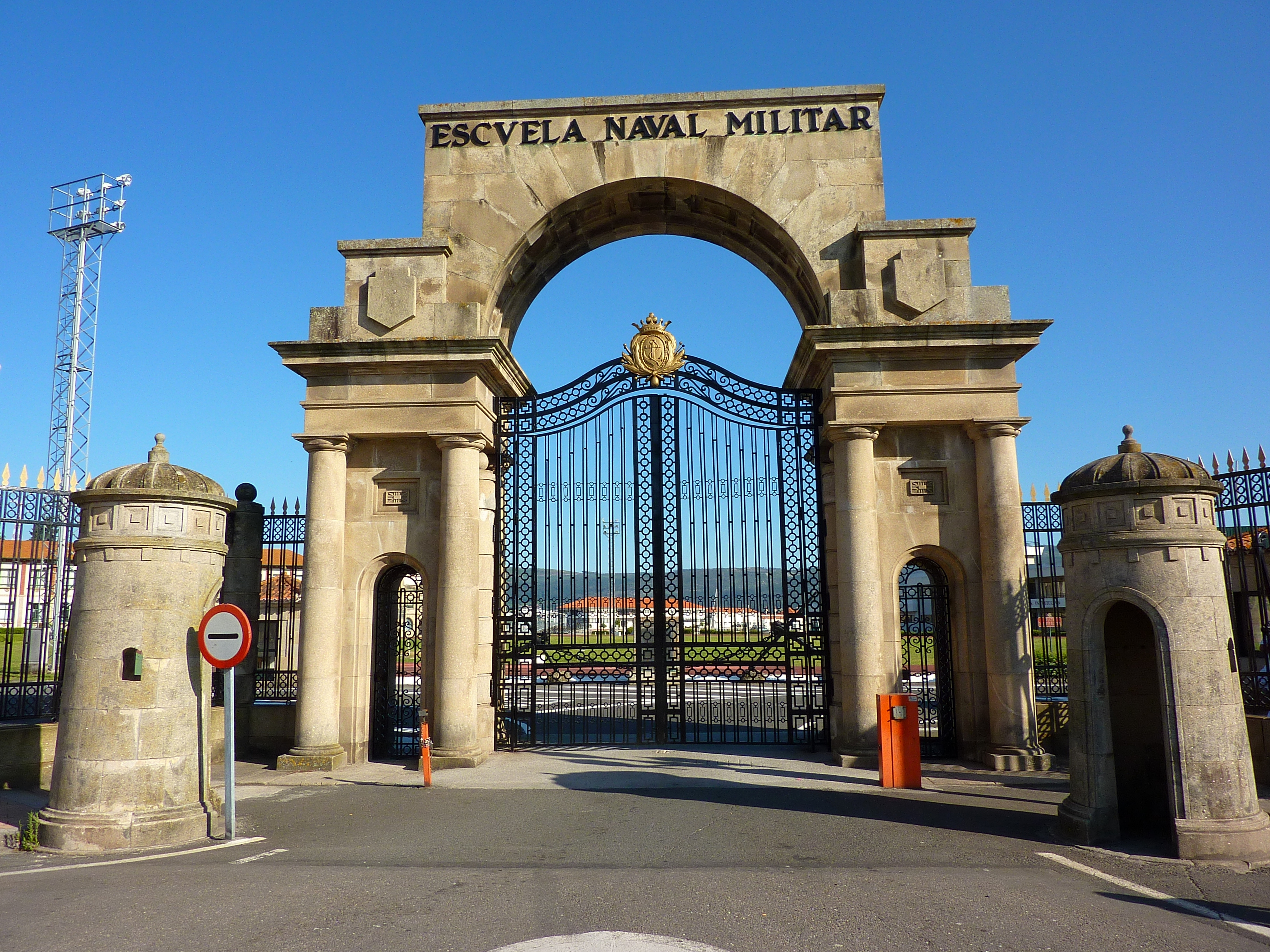
Puerta de Carlos I. Entrada principal de la Escuela.

La Escuela Naval Militar es una academia militar española. Fundada en 1717 en la ciudad de Cádiz, a iniciativa del ministro José Patiño Rosales, desde 1943 se encuentra ubicada en Marín (Pontevedra). Este centro se encarga de la formación de los futuros oficiales de la Armada Española. El comandante director de la Escuela Naval es el capitán de navío Pedro Cardona Suanzes.
Tanto el rey Felipe VI como su padre, el rey Juan Carlos I, realizaron parte de su formación militar en esta academia. De la misma manera, el 29 de agosto de 2024 ingresó la princesa de Asturias, Leonor de Borbón, para cursar el tercer curso como guardiamarina de 1.º y participar en el XCVII crucero de instrucción a bordo del buque escuela Juan Sebastián de Elcano.

## La carrera militar
La carrera militar se desarrolla en esta Escuela en cinco cursos académicos para la escala de oficiales. Los alumnos de los Cuerpos, General y de Infantería de Marina tienen la denominación de aspirantes durante los dos primeros años, guardiamarinas durante los cursos 3.º y 4.º, y alféreces de fragata-alumnos o alféreces-alumnos si pertenecen a la Infantería de Marina, durante el quinto. 
También se forman en la Escuela Naval los alumnos del Cuerpo de Intendencia, que ingresan tras aprobar una oposición a la que se puede acceder teniendo un título universitario de Económicas, Empresariales o Derecho. Realizan dos cursos académicos: un primer curso, dividido en dos etapas, la primera como aspirantes de 1.° y la segunda como guardiamarinas de 1.º, y un segundo curso como alféreces-alumnos. Finalizados sus estudios, salen con el empleo de tenientes de Intendencia. 
Los alumnos del Cuerpo de Ingenieros realizan un semestre en la Escuela Naval como aspirantes de 1.º. Tras este periodo de formación militar y marinera, continúan sus estudios en la Escuela Técnica Superior de Ingenieros de Armas Navales, en Madrid. 
También los aspirantes a oficiales reservistas voluntarios llevan a cabo un periodo de adaptación en la Escuela Naval Militar.
La formación es académica y militar, las prácticas son constantes y se sigue un horario muy estricto y exigente.
Desde el curso 2010-11 se implantó un nuevo modelo de enseñanza por el cual los alumnos de la ENM, además de la formación militar, realizan estudios universitarios en el Centro Universitario de la Defensa adscrito a la Universidad de Vigo. En este centro los alumnos reciben una formación universitaria y, en consonancia con la reforma propiciada por el plan Bolonia, el título de Grado en Ingeniería mecánica al finalizar los estudios. El Centro universitario de la Defensa cuenta con personal docente propio que procede, en su mayor parte, de la Universidad de Vigo.

## Su historia

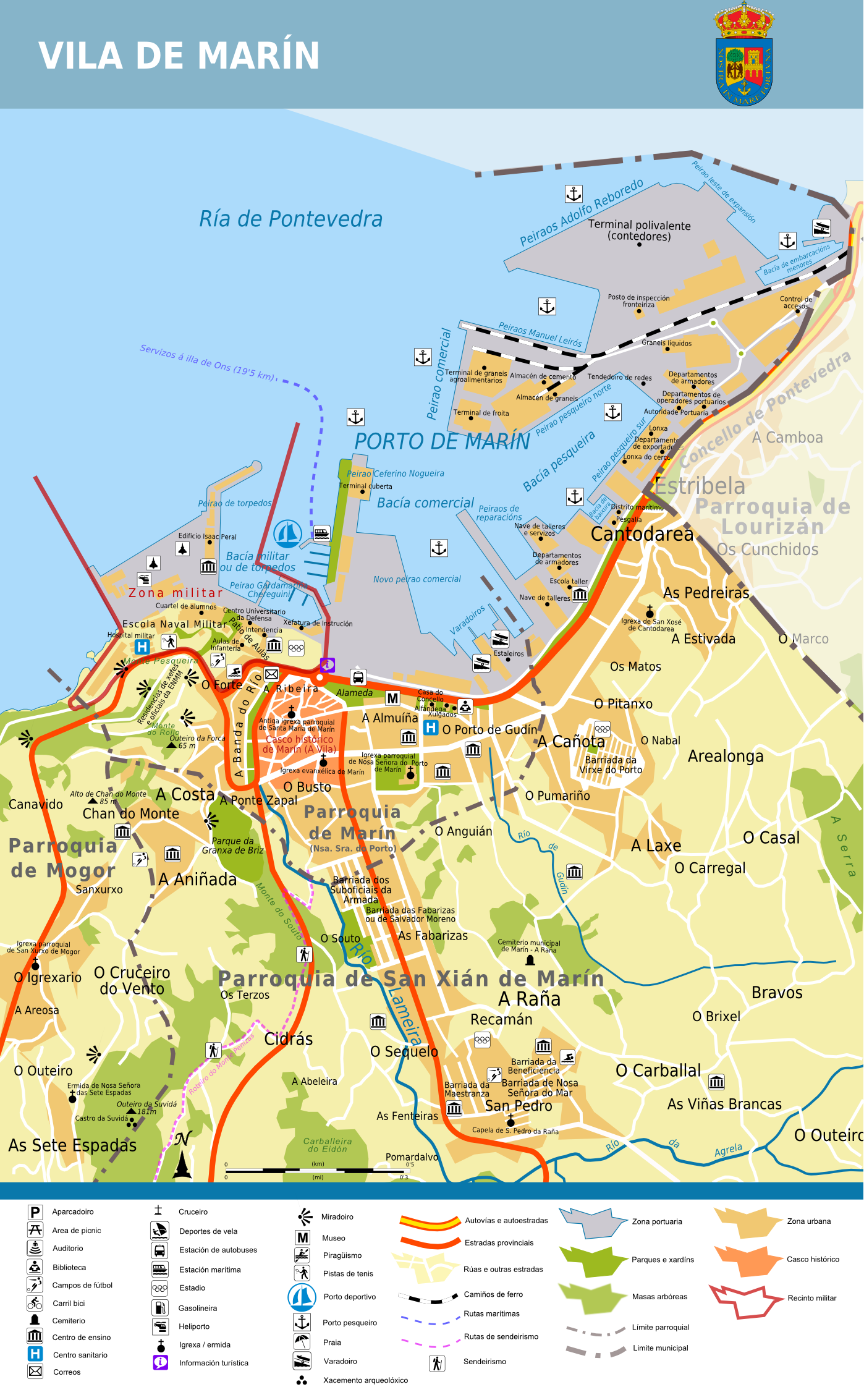
Localización de la Escuela Naval Militar dentro de la villa de Marín

### Academia de Guardias Marinas (Cádiz, 1717-1769)
En 1717 se inauguró en Cádiz la primera Compañía de Guardias Marinas, impulsada por José Patiño. Se pretendía dar una formación mixta científico-práctica a los futuros oficiales de la Marina de Guerra, buscando un intermedio entre la formación británica de los midshipmen, eminentemente práctica, y la formación de los Gardes marins franceses, sólidamente teórica. El 7 de febrero de 1717 ya contaba con los 37 primeros futuros alumnos. Esta Compañía de Guardias Marinas es el primer antecedente de la actual Escuela Naval Militar.
Desde su fundación, la Academia de Guardias Marinas ostentó las principales denominaciones de los centros docentes: Academia y Colegio cuando en 1824 se estableció en el Arsenal de la Carraca, y Escuela, cuando en 1871 se instaló en Ferrol a bordo de la fragata Asturias.
El Cuerpo de Guardias Marinas era considerado como tropa de la Casa Real, y sustituía a los Guardias de Estandarte y a los Cadetes de Cartagena.

### Academia de Guardias Marinas (San Fernando -Cádiz-, 1769-1831)
El 15 de noviembre de 1769 la Academia de Guardias Marinas se trasladó a la Isla de León.

### Reales Compañías de Guardias Marinas (1776-1824)
El 13 de agosto de 1776 se establecieron las Reales Compañías de Guardias Marinas en Ferrol y en Cartagena, clausurándose estos centros en 1824. De 1825 a 1827 la Academia se traslada al Arsenal de la Carraca.
Cerrada la academia en mayo de 1831, los guardiamarinas pasan a hacer sus prácticas en la fragata Perla y en el navío Soberano.

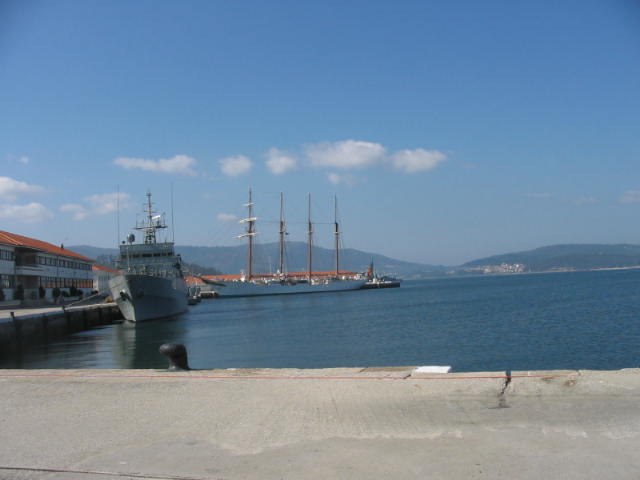
El buque escuela de la Armada Juan Sebastián Elcano atraca en la Escuela Naval Militar de Marín anualmente.

### Colegio Naval Militar (Población de San Carlos, en San Fernando -Cádiz-, 1845-1867)
De 1841 a 1844, Sevilla, Ferrol, San Fernando y La Carraca se contemplan como sede de la nueva Academia Naval, hasta que se decide la instalación del Colegio Naval Militar en la población militar de San Carlos, frente al arsenal de La Carraca, en San Fernando,  siendo inaugurado el centro el 1 de enero de 1845. Las clases dieron comienzo el 8 de marzo con 80 alumnos, de los que 53 eran aspirantes (nueva denominación para los alumnos de los cursos más bajos) del Cuerpo General.
Una vez aprobados los cursos de Aspirante, embarcaban como guardiamarinas de segunda en la corbeta Isabel II donde después de cuatro años y previo examen eran ascendidos a guardiamarinas de primera. Luego se embarcaban hasta tener vacante de oficial, regresando a la Escuela para su promoción a alférez de navío, siempre que hubiesen estado embarcados al menos seis años en buques armados.
En 11 de enero de 1859 los guardiamarinas pasan a efectuar las prácticas de navegación en el navío Rey Francisco de Asís, la corbeta Mazarredo y el bergantín Constitución. Y unos años más tarde en la corbeta Villa de Bilbao.
En 1867 se decide la clausura del Colegio Naval. En los 23 años de existencia había formado 1.002 alumnos, distribuidos en 42 promociones. Las dificultades de la Hacienda y la revolución de septiembre de 1868 aceleraron su cierre. El 10 de septiembre de 1869 se establece la Escuela Naval Flotante en la fragata Asturias, de pontón en Ferrol.

### Escuela Naval Militar (Cádiz, 1913-1943)
Cuarenta y cinco años más tarde, el 10 de enero de 1913 y en el mismo edificio donde estaba la Academia, se inaugura la nueva Escuela Naval Militar en el Apostadero de Cádiz, donde permanecería hasta el año 1943. Es en ese año cuando el general Franco traslada la Escuela a Marín, su ubicación actual. Otras opciones geográficas para instalar la nueva sede de la Escuela fueron en ese momento Cádiz, Ferrol, Cartagena, Mahón y San Sebastián.

### Actualmente
En los últimos años, se han realizado actuaciones de modernización y mejora, como la instalación de un Centro de Medidas Electromagnéticas (Cemedem) o la adecuación de parte del antiguo hospital en Residencia de Suboficiales. También se ha renovado la flotilla de veleros para la formación marinera de los alumnos.

## Uniformidad
El uniforme de los alumnos es el conocido como "14 botones" y está confeccionado en tejido sarga de color azul turquí.

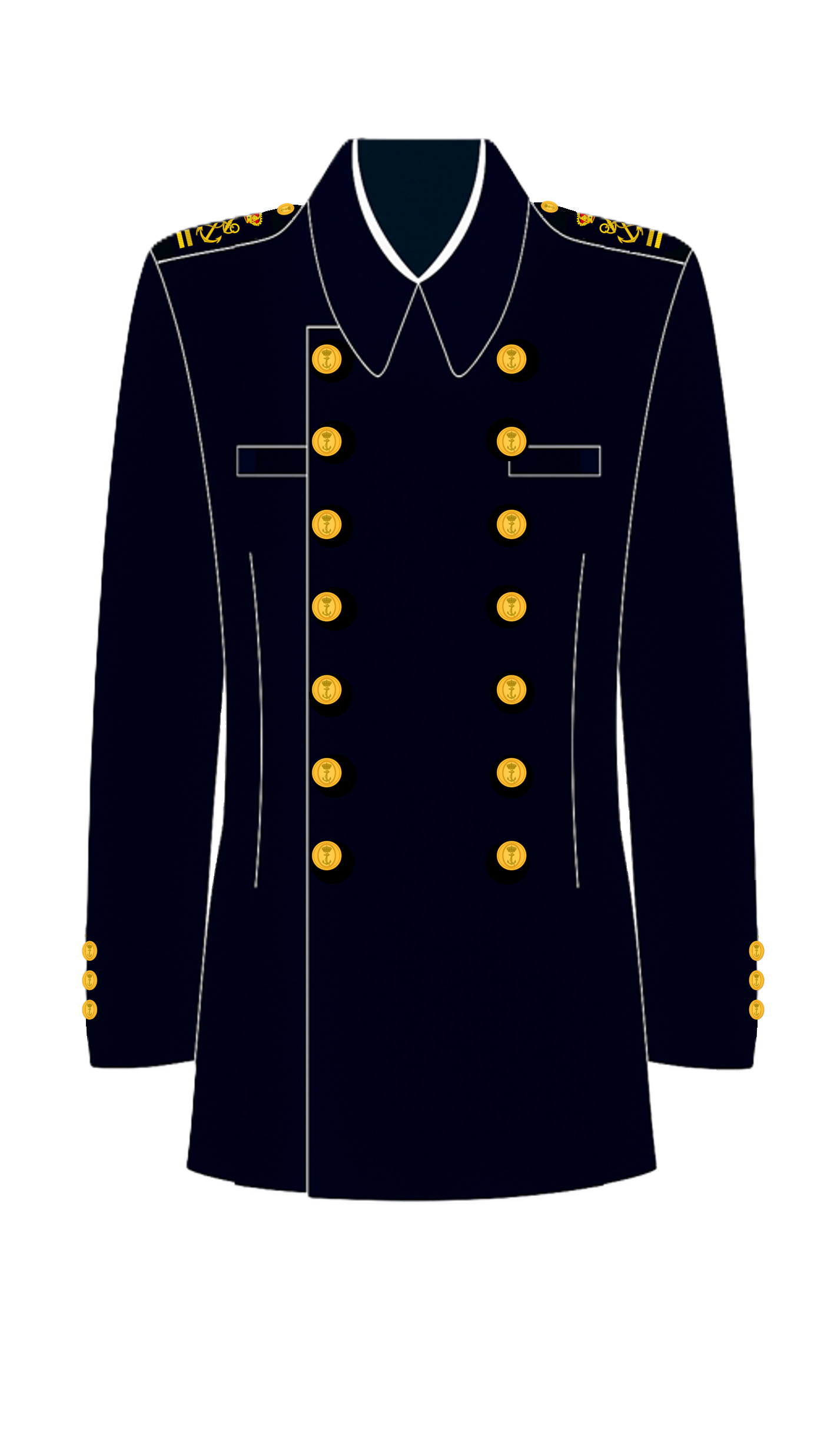
Marinera "14 botones"

### Brigadieres
Los guardiamarinas de 2.º (4.º curso) que hayan demostrado una conducta intachable, siendo además muy buenos estudiantes, pueden ser nombrados brigadier. La función de los brigadieres es instruir y mandar al resto de alumnos (excepto a los oficiales alumnos de 5.º curso). El brigadier general es un guardiamarina de cuerpo general. Los brigadieres y subrigadieres son guardiamarinas de cuerpo general e infantería de marina.
Clases de brigadier:

- Brigadier general o brigadier de tres estachas: es el guardiamarina más antiguo de su promoción. El galón está formado por dos estachas "gruesas" (de 14mm.) y en el medio una "fina" (de 7mm.).
- Brigadier o brigadier de dos estachas: es el responsable de cada una de las brigadas de alumnos, suele haber cinco guardiamarinas de esta clase (uno para cada brigada de alumnos: 1.º, 2.º, 3.º, 4.º y otro para la conocida como 12.ª brigada (intendentes, ingenieros y militares de complemento)). El galón está formado por dos estachas "gruesas".
- Subrigadier o brigadier de una estacha: ayudan a los brigadieres de dos estachas a mandar a las brigadas de alumnos, suele haber tres subrigadieres por cada brigadier. El galón está formado por una estacha "gruesa"

Los galones se llevan en el brazo derecho entre codo y muñeca, son muy parecidos a los usados por los sargentos y cabos primeros, pero colocados de manera invertida.
|                   |           |             |  |  |  |  |  |  |  |
| Brigadier general | Brigadier | Subrigadier |  |  |  |  |  |  |  |
|                   |           |             |  |  |  |  |  |  |  |

### Alumnos Distinguidos
Al finalizar el primer cuatrimestre del curso escolar, son nombrados Alumnos Distinguidos aquellos de la 2ª,3ª y 4ª Brigadas (esto es, alumnos de 2º, 3º y 4º curso) que reúnan méritos por las altas calificaciones y comportamiento demostrado en el curso anterior.
También pueden ser nombrados distinguidos aquellos alumnos que, reuniendo una aplicación suficiente y buena conducta, hayan realizado algún acto extraordinario que redunde en prestigio de la Escuela y de la Armada o hayan acumulado un número considerable de premios y felicitaciones durante el curso anterior. El distintivo es un “nudo llano”, realizado en cordón dorado. El parche tendrá forma de puente, con la curva superior terminada en pico. Se porta en el brazo izquierdo del uniforme.

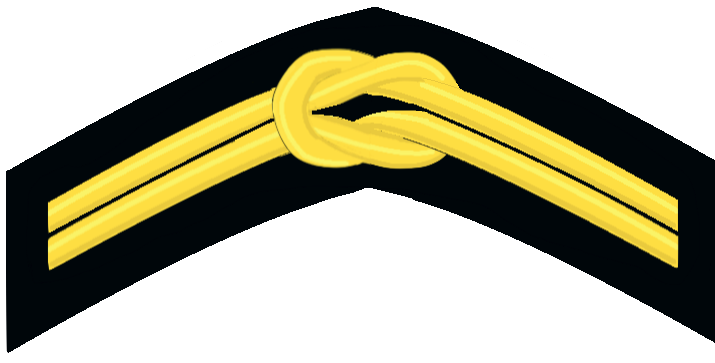
Distintivo de Alumno Distinguido

## Otros Cuerpos
Se formaban en la Escuela Naval los oficiales del Cuerpo de Máquinas, hasta que las competencias de este cuerpo fueron asumidas por el Cuerpo General en 1982. La mayoría de sus miembros pasó a lo que se denominó "Sección Transitoria" del Cuerpo General, quedando el cuerpo de máquinas a extinguir. Los alumnos usaban los mismos distintivos dispuestos para el Cuerpo General, pero ostentaban los galoncillos indicadores del año sobre fondo de color verde. La última promoción en ingresar en el cuerpo de Máquinas fue la 33, en el año 1978. Junto con los alumnos de cuerpo General, Infantería de Marina e Intendencia, conformaban las brigadas primera a la quinta.
Hasta la unificación de los Cuerpos de Sanidad, Jurídico e Intervención, sus componentes también pasaban por la Escuela Naval como alféreces-alumnos, tras haber superado una oposición de ingreso después de haber finalizado la correspondiente carrera universitaria, para completar su formación militar y marinera, antes de incorporarse como oficiales de la Armada a sus destinos en buques o -en la mayoría de los casos- dependencias de la Armada. Estaban encuadrados en la sexta brigada.
Otro de los cuerpos, en extinción actualmente, cuyos miembros también pasaron por la Escuela Naval, fue el cuerpo de Especialistas de la Armada. A él, además de pertenecer los suboficiales que promocionaban a oficiales, ingresaban por acceso directo los aspirantes a oficiales de la Escala Media, desaparecida tras la implantación del plan Bolonia, integrándose sus componentes en la Escala Superior del Cuerpo General. Su ciclo de formación era de tres años y sólo podían alcanzar el empleo de capitán de fragata. Los alumnos usaban los mismos distintivos dispuestos para el Cuerpo General, pero ostentaban los galoncillos indicadores del año sobre fondo de color granate. Estaban encuadrados en la séptima brigada.
También los oficiales de la Reserva Naval, que procedían de la Marina Mercante, ya fueran de puente o de máquinas, realizaban un curso de militarización en la Escuela Naval. Fue declarada a extinguir en 1989, mediante la Ley 17/89 de 19 de julio, que significó la disolución de la Reserva Naval Activa, que había estado operativa desde 1946. En el año 2021 pasó a la reserva el último oficial de la Reserva Naval.Estaban encuadrados en la octava brigada.
Por último, la novena brigada (IMECAR e IMERENA) la conformaban los alumnos que habían optado realizar el servicio militar obligatorio en la categoría de oficial. Por su elevado número, se dividían en dos brigadas, que se denominaban «Alfa» y «Bravo» y correspondían a la IMECAR e IMERENA respectivamente. La IMECAR responde a las siglas de Instrucción Militar para las Escalas de Complemento de la Armada. Los aspirantes debían solicitar el ingreso a partir de la terminación del segundo año de la carrera universitaria que estuvieran cursando. Una vez presentada la instancia, se le concedían seis años para terminar dicha carrera antes de incorporarse
al servicio militar. Su formación era de seis meses, repartidos en una fase de Formación Básica de unos dos meses en la Escuela Naval, tras la cual juraban Bandera y eran ascendidos a alféreces de fragata o alféreces alumnos. Se iniciaba entonces la Fase de Adaptación al Servicio, que se cursaba en las Escuelas, buques o unidades determinados por la Armada en función del cuerpo o especialidad a la que eran adscritos atendiendo a la carrera realizada. Al aprobar esta fase eran nombrados alféreces de fragata/alféreces eventuales, y eran destinados a buques o unidades para la Fase de Servicio, de un año de duración, tras la que se daba por cumplido el servicio militar, ingresando en la Escala de complemento del cuerpo respectivo con el empleo de alféreces de navío/tenientes de complemento.
La IMERENA responde a Instrucción Militar para las Escalas de la Reserva Naval y se aplica a los alumnos de los cursos de náutica en sus ramas de Puente y Máquinas. Lo dicho en el párrafo anterior para la IMECAR era aplicable a la IMERENA, con la diferencia de que al finalizar la fase de servicio ascendían a alféreces de navío/tenientes de Máquinas de la reserva, pudiendo optar a las convocatorias a la reserva naval Activa.

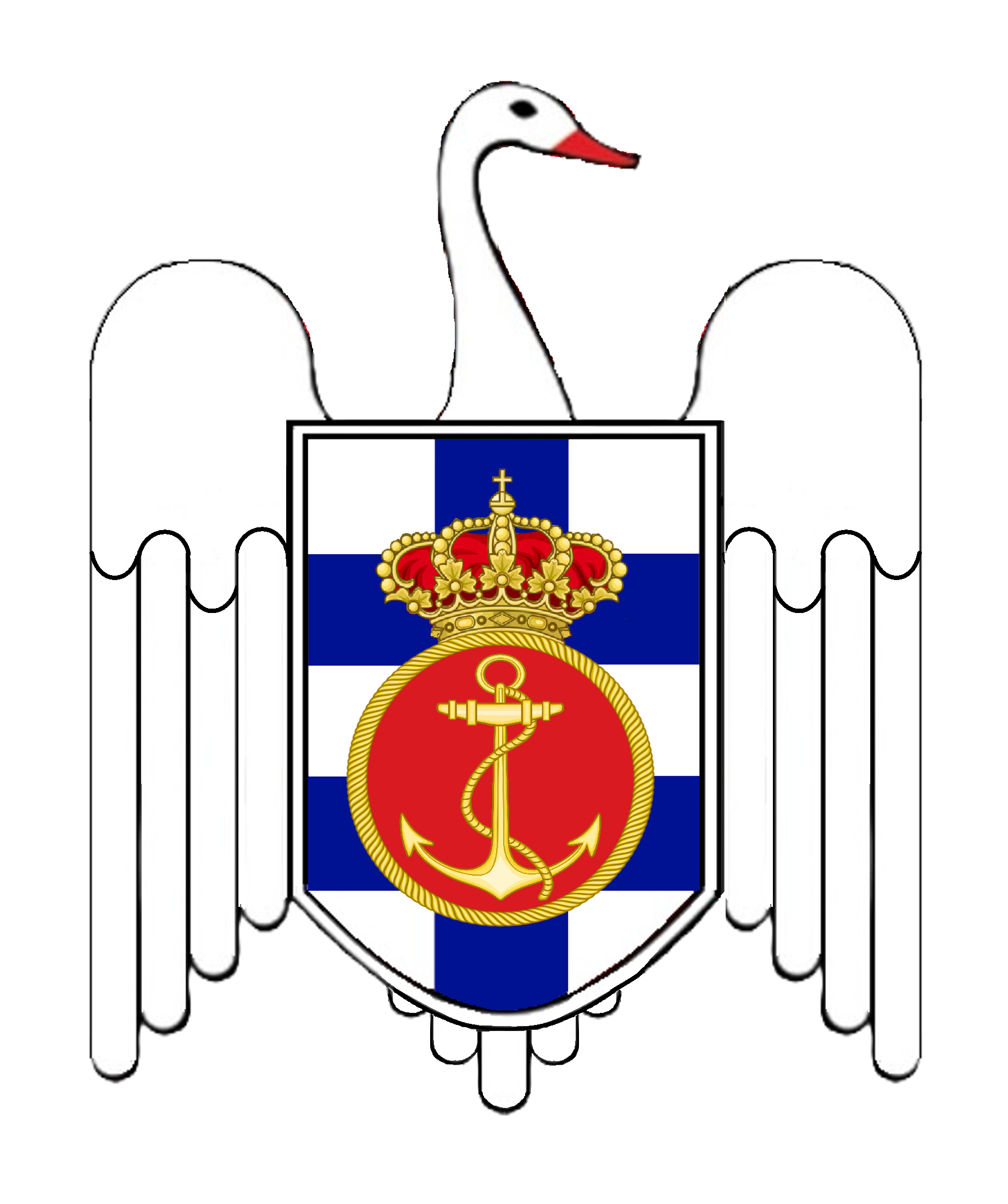
Distintivo IMECAR e IMERENA

## La Escuela Naval en el cine
Cuatro han sido las películas que han tenido como fondo la Escuela Naval. Tres de ellas, basadas en el guion de José Luís de Azcárraga, oficial de la Armada que fue profesor en la Escuela:  "Botón de ancla”, "Botón de ancla en color” (en esta versión intervenía el Dúo Dinámico interpretando la canción “Guardiamarina soy”), y "Los caballeros del botón de ancla". También el rodaje de "Los guardiamarinas". tuvo lugar en la Escuela Naval.